# Memorial de les Camposines
El Memorial de les Camposines és un indret de La Fatarella construït sobre una antiga trinxera de la batalla de l'Ebre, és l'espai de dol i dignificació de tots els combatents que hi van perdre la vida. Sota el petit turó en què s'assentava la trinxera hi ha un petit receptacle on es dipositen les restes òssies que, encara avui, apareixen als escenaris de la batalla de l'Ebre. Les Camposines van esdevenir un nus de comunicacions estratègic a l'estiu de 1938 i avui, des de dalt del Memorial, on hi ha uns plafons explicatius, es pot apreciar la magnífica panoràmica. Conté plaques que rememoren a 1388 persones desaparegudes, i que prèviament van ser inscrites al cens de persones desaparegudes.
Durant la batalla de l'Ebre, les Camposines (terme municipal de la Fatarella) va esdevenir un nus de comunicacions estratègic per a les forces republicanes, ja que era el lloc de pas entre la ribera del riu Ebre i la primera línia del front, imprescindible per fer arribar els subministraments necessaris per als combats i per a l'evacuació dels ferits. El lloc va ser objecte de tres ofensives fallides de l'exèrcit franquista sobre les forces republicanes per forçar-ne la retirada. Finalment, el 30 d'octubre, amb l'atac a la Serra de Cavalls, el front republicà va cedir fins a permetre ocupar la posició l'11 de novembre, a tocar del final de la batalla.
La mateixa comarca de la Terra Alta i la veïna de Ribera d'Ebre contenen una oferta d'espais de memòria important, ja que s'han recuperat espais històrics, s'han senyalitzat llocs de memòria i s'han creat diversos centres d'interpretació; tota aquesta oferta configura els Espais de la Batalla de l'Ebre. També es pot visitar, per proximitat geogràfica i temàtica, el camp d'aviació de la Sénia, al Montsià. En aquest mateix indret s'hi va establir un primer poblament medieval, del qual l'ermita de Sant Bartomeu n'és l'únic vestigi visible.